# Aramis Trindade
Aramis Marques de Trindade Sobrinho (Recife, 5 de março de 1965) é um ator, produtor, diretor e
humorista brasileiro. Ficou conhecido por suas atuações em filmes como O Baile Perfumado (1997) e O Auto da Compadecida (2000).
Entre 2005 e 2006, interpretou o personagem Visconde de Sabugosa no seriado infantil Sítio do Picapau Amarelo.

## Biografia
Ator pernambucano, nascido em  Recife, começou a carreira aos treze anos em Fazenda Nova, agreste pernambucano, onde atuava em um circo local. Mais tarde, começou a fazer teatro, tendo trabalhado em importantes montagens de Ariano Suassuna, Dias Gomes e Molière, entre muitas outras.
No final da década de 90 e começo dos anos 2000, passou a acumular participações a aparições em diversas novelas da Rede Globo, incluindo o Sítio do Picapau Amarelo, onde interpretou o Visconde de Sabugosa entre 2005 e 2006 substituindo Cândido Damm, e depois ainda no Sítio viveu o barbeiro Líbério em 2007.
No cinema, já atuou em mais de 60 filmes. Seus papéis de maior destaque foram o icônico Cabo 70 em O Auto da Compadecida e o o Tenente Lindalvo Rosas em Baile Perfumado, clássico do cinema pernambucano, pelo qual foi agraciado no Festival de Brasília com o Prêmio de Melhor Ator Coadjuvante.
Também já produziu curtas-metragens, como That's a Lero Lero, que narra a história da visita do cineasta Orson Welles - interpretado por Bruno Garcia - ao Recife, onde foi recebido pelo jornalista Caio de Souza Leão, interpretado por Aramis.
Tem quatro filhos: Marina, Roberta, Klaus e Vinicius.

## Filmografia

### Cinema
| Ano  | Título                                                  | Personagem                            | Notas                 |
| ---- | ------------------------------------------------------- | ------------------------------------- | --------------------- |
| 1985 | Grande Slam                                             | —                                     |                       |
| 1986 | O Bandido da Sétima Luz                                 | —                                     | Curta-metragem        |
| 1986 | Bandeira, Bandeiras                                     | —                                     |                       |
| 1987 | Andy Warhol está morto                                  | Policial                              |                       |
| 1990 | O Crime da Imagem                                       | Turista                               | Curta-metragem        |
| 1993 | O olho da Sibila                                        | —                                     | Curta-metragem        |
| 1993 | Soneto do Desmantelo Blues                              | Homem no carnaval                     | Curta-metragem        |
| 1994 | That's a Lero Lero                                      | —                                     | Curta-metragem        |
| 1996 | Viva o Cinema                                           | —                                     |                       |
| 1996 | Se parede tem ouvido, porque rua não tem boca           | —                                     |                       |
| 1997 | O Baile Perfumado                                       | Tenente Lindalvo Rosas                |                       |
| 1997 | Morto Vivo                                              | —                                     |                       |
| 1998 | E um Lagostin para beliscar                             | —                                     |                       |
| 1998 | O Ateu                                                  | —                                     |                       |
| 1998 | Ilusionistas rumo ao terceiro milênio                   | —                                     |                       |
| 1999 | Texas Hotel                                             | —                                     | Curta-metragem        |
| 1999 | O Auto da Compadecida                                   | Cabo Setenta                          |                       |
| 2000 | Chega de Cangaço                                        | —                                     | Curta-metragem        |
| 2000 | Conceição                                               | —                                     | Curta-metragem        |
| 2001 | A Visita                                                | —                                     | Curta-metragem        |
| 2002 | Amigas de Balada                                        | —                                     | Curta-metragem        |
| 2003 | Bala Perdida                                            | Cego                                  | Curta-metragem        |
| 2003 | Tainá 2 - A Aventura Continua                           | Lacraia                               |                       |
| 2003 | Didi, o cupido trapalhão                                | Páris                                 |                       |
| 2003 | Lisbela e o Prisioneiro                                 | Jurado                                |                       |
| 2004 | Onde Anda Você                                          | Boca Puro                             |                       |
| 2004 | Espelho d'Água - Uma Viagem no Rio São Francisco        | Zé da Carranca                        |                       |
| 2005 | A Máquina                                               | Doido da mochila                      |                       |
| 2006 | Inceso                                                  | —                                     |                       |
| 2006 | Árido Movie                                             | Márcio Greyck                         |                       |
| 2006 | Zuzu Angel                                              | Tenente                               |                       |
| 2007 | Meu Nome não É Johnny                                   | Tainha                                |                       |
| 2008 | Deserto Feliz                                           | —                                     |                       |
| 2009 | Casamento Brasileiro                                    | —                                     |                       |
| 2010 | Reflexões de um Liquidificador                          | Fuinha                                |                       |
| 2010 | Nosso Lar                                               | Paciente no hospital                  |                       |
| 2010 | Manual para se defender de alienigenas, zumbis e ninjas | Macedônia                             | Curta-metragem        |
| 2010 | Uma Professora Muito Maluquinha                         | Pachequinho                           |                       |
| 2010 | Elvis & Madona                                          | Carlos                                |                       |
| 2011 | Cilada.com                                              | Peladeiro                             |                       |
| 2011 | O Poço da Pedra                                         | Homem                                 |                       |
| 2012 | Billi Pig                                               | Padre Alfredo                         |                       |
| 2012 | Gonzaga - de Pai pra Filho                              | Dono da birosca                       |                       |
| 2013 | Giovanni Improtta                                       | —                                     |                       |
| 2013 | Meus Dois Amores                                        | Miligirdo                             |                       |
| 2013 | Mato Sem Cachorro                                       | Taxista                               |                       |
| 2013 | O Concurso                                              | Marquinhos Bicheiro                   |                       |
| 2014 | O Candidato Honesto                                     | Deputado                              |                       |
| 2015 | Sorria, Você Está Sendo Filmado - O Filme               | Damião                                |                       |
| 2015 | Entrando Numa Roubada                                   | Armando / Joe Joe                     |                       |
| 2016 | É Fada                                                  | Arlindo                               |                       |
| 2016 | 2016 - Um Homem Só                                      | Tipo Magro                            |                       |
| 2016 | Elis, o filme                                           | Militar                               |                       |
| 2016 | Going to Brazil                                         | Cláudio Fittipaldi                    |                       |
| 2017 | A Última Chance                                         | Jorge                                 | [ 3 ]                 |
| 2017 | Detetives do Prédio Azul                                | Bruxo Mestre Zoom                     |                       |
| 2018 | Tudo Acaba em Festa                                     | Iuri                                  |                       |
| 2019 | Ela Disse, Ele Disse                                    | Zuza                                  |                       |
| 2019 | Bate Coração                                            | Isadora                               |                       |
| 2020 | No Gogó do Paulinho                                     | Mãe de Paulinho                       |                       |
| 2020 | M8 - Quando a Morte Socorre a Vida                      | funcionário do necrotério no hospital |                       |
| 2021 | O Auto da Boa Mentira                                   | Narrador                              |                       |
| 2023 | Meu Cunhado É um Vampiro                                | Homero                                |                       |
| 2024 | Aumenta Que É Rock'n Roll                               | Policial Militar                      |                       |
| 2024 | Princesa Adormecida                                     | Florindo                              |                       |
| 2025 | Sem Pai Nem Mãe                                         | Joaquim                               |                       |
| —    | Depois do Trem                                          |                                       | Direção: Joel Pizzini |

### Televisão
| Ano        | Título                                         | Personagem                       | Nota                                                |
| ---------- | ---------------------------------------------- | -------------------------------- | --------------------------------------------------- |
| 1990       | Programa Gréia Geral                           | Vários                           |                                                     |
| 1998       | Mulher                                         | Valter                           | Episódio: "O Acidente"                              |
| 1999       | O Auto da Compadecida                          | Cabo Setenta                     |                                                     |
| 2001       | Brava Gente                                    | Janjão                           | Episódio: "A Moda do Chifre"                        |
| 2002       | A Grande Família                               | Marreta                          | Episódio: Vai Para o Trono ou Não Vai?              |
| 2003       | Sexo Frágil                                    | Roberto Carlos                   | Episódio: "Direito de Resposta"                     |
| 2003       | Linha Direta Justiça                           | Benedito Caetano                 | Episódio: "Irmãos Naves"                            |
| 2003       | Sítio do Picapau Amarelo                       | Mizoio                           | Episódio: "Rapunzel"                                |
| 2003       | Carga Pesada                                   | Teco                             | Episódio: "O Passado Me Condena"                    |
| 2004       | Da Cor do Pecado                               | Matuto                           |                                                     |
| 2004       | A Grande Família                               | Marreta                          | Episódio: O Rei Leão                                |
| 2004       | A Diarista                                     | Pastor                           | Episódio: Sua Excelência, o Ócio                    |
| 2004       | Sítio do Picapau Amarelo                       | Godofredo                        | Episódio: "A Menina da Selva"                       |
| 2005       | Hoje É Dia de Maria                            | 3º Cangaceiro                    |                                                     |
| 2005       | A Diarista                                     | Jodair                           | Episódio: Aquela da Cadeia                          |
| 2005–06    | Sítio do Picapau Amarelo                       | Visconde de Sabugosa             | Temporadas 5–6                                      |
| 2006       | Os Sete Pecados Capitais                       | Gula                             |                                                     |
| 2007       | Sítio do Picapau Amarelo                       | Libério                          | Temporada 7                                         |
| 2007       | Toma Lá, Dá Cá                                 | Pereirinha                       | Episódio: "Sem Terra, Sem Grana e Sem Vergonha"     |
| 2008       | A Favorita                                     | Clemente                         |                                                     |
| 2009       | Força-Tarefa                                   | Pilatos                          | Episódio: "Pais e Filhos"                           |
| 2009       | Paraíso                                        | Zé das Mortes                    |                                                     |
| 2009       | Domingo é Dia de...                            | Erenice                          |                                                     |
| 2009       | Cama de Gato                                   | Dr. Emanoel                      |                                                     |
| 2010       | Malhação ID                                    | Nelson                           |                                                     |
| 2010       | Separação?!                                    | Presidiário                      | Episódio: "A Mancha no Vestido"                     |
| 2010       | As Cariocas                                    | Eugênio                          | Episódio: "A Desinibida do Grajaú"                  |
| 2010       | S.O.S. Emergência                              | Policial                         | Episódio: "Cuidado, Sexo Frágil"                    |
| 2010- 2015 | Zorra Total                                    | Vários Personagens               |                                                     |
| 2011       | Amorais                                        | Juan                             |                                                     |
| 2011       | Divã                                           | Beto                             | Episódio: "Vida Real, Dá Para Inventar?"            |
| 2011       | Cordel Encantado                               | Raimundo                         |                                                     |
| 2011       | Macho Man                                      | Paparazzi                        |                                                     |
| 2011       | Histórias do Brasil                            | Fernandes                        | Episódio: "Propaganda e Repressão"                  |
| 2012       | Cheias de Charme                               | Valmir Madureira                 |                                                     |
| 2013       | Gonzaga: de Pai pra Filho                      | Dono da Birosca (Seu Exu)        |                                                     |
| 2014       | Trair e Coçar É só Começar                     | Diocleciano                      | Episódio: "A Outra"                                 |
| 2015       | Amorteamo                                      | Manoel                           |                                                     |
| 2015       | Mister Brau                                    | Fiscal Silvano                   |                                                     |
| 2016       | Liberdade, Liberdade                           | Euládio (ferreiro de Vila Rica)  |                                                     |
| 2016       | Magnífica 70                                   | Juiz Militar                     | Episódio: "O Festival, o Padre e o Delegado"        |
| 2017       | Rock Story                                     | Chumbrega                        | Participação Especial                               |
| 2017       | Pega Pega                                      | Rômulo                           | Episódios: "15–27 de setembro"                      |
| 2017       | Filhos da Pátria                               | Delorges                         | Episódios: "Umbigo da Nação" "Juízo Final"          |
| 2017       | Cidade Maravilhosa - A Série                   | Porteiro                         |                                                     |
| 2017       | A Vila                                         | Ladrão Chefe                     | Episódio: "Tratamento Capilar"                      |
| 2017       | Os Homens São de Marte...E é Pra Lá Que Eu Vou | Pai Armando                      | Episódio: "A Vida É Feita de Escolhas"              |
| 2018       | Deus Salve o Rei                               | Olegário                         |                                                     |
| 2019       | Hebe                                           | Renato Corte Real                | Episódio: "6"                                       |
| 2019       | Jungle Pilot                                   | Aníbal                           |                                                     |
| 2021       | Nos Tempos do Imperador                        | Tabelião Nonato                  |                                                     |
| 2022       | Um Lugar ao Sol                                | Kleber                           |                                                     |
| 2023       | Família Paraíso                                | Marvelino                        | Episódio: "O Motoboy Fantasma"                      |
| 2023       | As Aventuras de José e Durval                  | Barnabé                          | Episódio: "Infância Roubada"                        |
| 2023       | Betinho - No Fio da Navalha                    | Zuenir Ventura                   |                                                     |
| 2024       | Luz                                            | Fausto                           | Episódio: "A Menina e o Vaga-Lume"                  |
| 2024       | Justiça 2                                      | Delegado Dumas                   | Episódio: "Caroline 1"                              |
| 2024       | Cilada                                         | Geovaldo                         | Episódio: "Vizinhos"                                |
| 2024       | Dom                                            | Policial                         | Episódios: "Entre Dois Mundos" e "O Beijo da Bruxa" |
| 2024       | Volta por Cima                                 | Armando Sorriso                  | Episódios: "4–11 de outubro" / "25–26 de novembro"  |
| 2025       | Êta Mundo Melhor!                              | Testamenteiro da Herança de Filó | Episódio: "5 de julho"                              |

## Teatro
- Diversas montagens de Ariano Suassuna, Dias Gomes e Molière, além de comédias.

| Ano             | Título |
| --------------- | --- |
| 1982-1983-1988  | Aurora de minha vida- direção: José Pimentel. |
| 1982            | Trilogia de Plínio Pacheco: PAIXÃO DE CRISTO/FREI CANECA/AUTO DE NATAL.                                                                          |
| 1984            | Amor em campo minado - direção: Aderbal Jr. |
| 1984            | Foi bom, meu bem - direção: José Pimentel. |
| 1985            | Viva a rainha do rádio - direção: Alfredo Neto.                                                                                                  |
| 1987            | É uma brasa, mora - direção: Alfredo Neto. |
| 1987-1988       | O burguês fidalgo - direção: Antônio Cadengue.                                                                                                   |
| 1988            | Feliz ano Velho - direção: Carlos Bartlomeu. |
| 1988-1989       | É... - direção: Milton Bacarelli. |
| 1990            | A ver estrelas - direção: João Falcão. |
| 1994-1995       | Mamãe não pode saber - direção: João Falcão. |
| 1996            | Bráulio Tavares, 12 peças - direção: Romero Andrade Lima.                                                                                        |
| 1996-1997       | Trilogia de Ariano Suassuna - '"O auto do rico avarento, A pedra do reino, A história do Amor de Romeu e Julieta - direção: Romero Andrade Lima. |
| 1997-1998       | Mangaba com Catuaba - direção: Antônio Guingo.                                                                                                   |
| 2000            | É uma brasa, mora - direção: Alfredo Neto. |
| 2000 - 2002     | Lisbela e o prisioneiro - direção: Guel Arraes.                                                                                                  |
| 2003            | A ver estrelas - direção: João Falcão. |
| 2002-2004       | Homem Objeto, direção João Falcão. Estrelou junto com Lúcio Mauro Filho e Bruno Garcia.                                                          |
| 2007            | Um boêmio no céu de Catulo da Paixão Cearense, direção Amir Haddad.                                                                              |
| 2012-2019       | Romeu e Julieta, cordel de Ariano Suassuna, direção Aramis Trindade - Circuito Escolar e Alternativo.                                            |
| 2014            | A Paixão de Cristo Mesquita - RJ, direção de Gustavo Bechara. Personagem: Caifás.                                                                |
| 2016/atualmente | Romeu e Julieta, cordel de Ariano Suassuna, direção Aramis Trindade.                                                                             |
| 2016            | A Paixão de Cristo, São José do Rio Preto - SP, direção de Gustavo Bechara. Personagem: Caifás.                                                  |
| 2017            | Não vamos pagar, direção de Inez Viana. |

## Prêmios e Indicações
- Troféu Candango (Festival de Brasília), na categoria ator coadjuvante, no longa O Baile Perfumado (1997)
- Quepe do Comodoro - indicado na categoria ator coadjuvante.